# Drapeau des îles Malouines

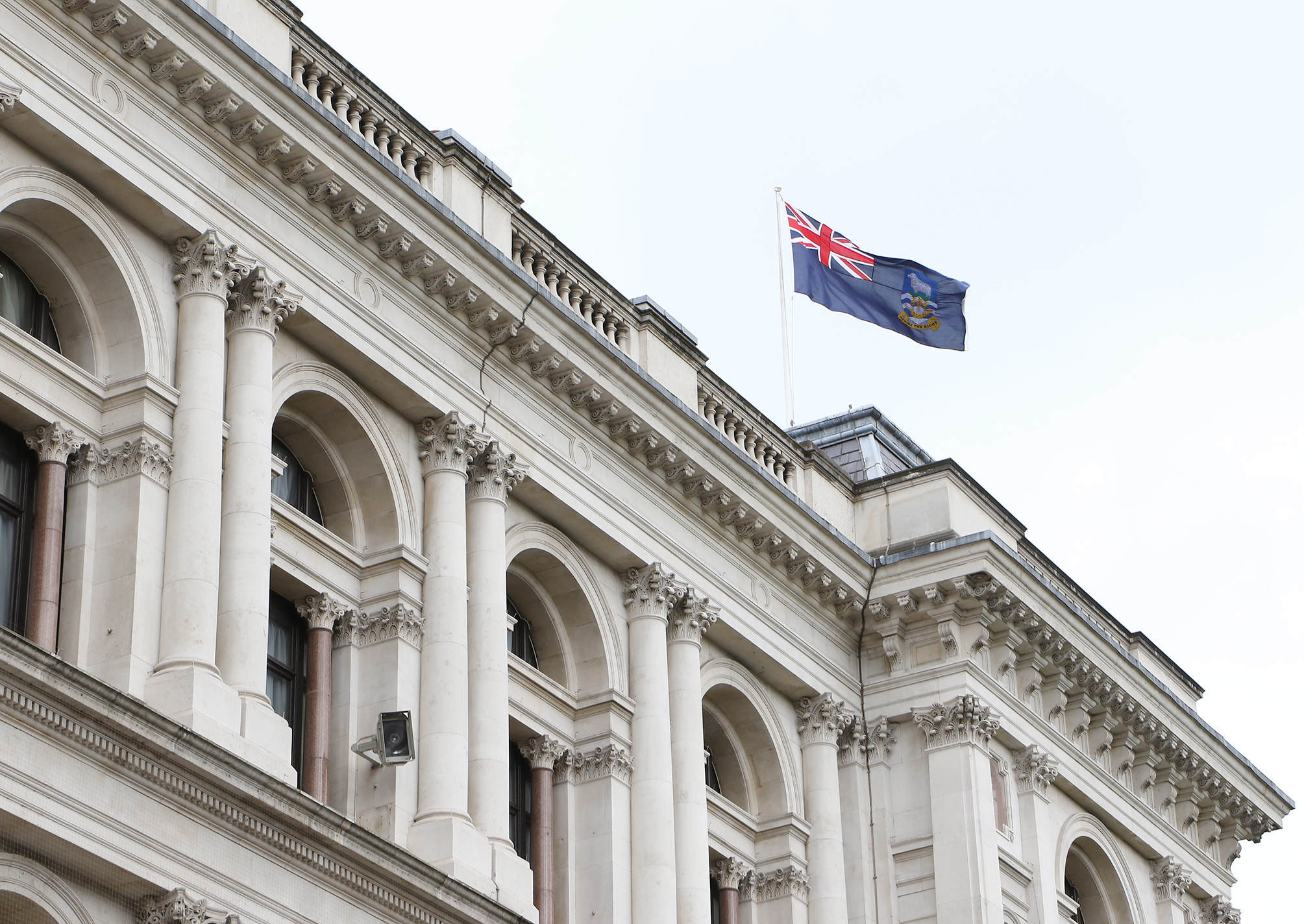
Drapeau au vent

Le premier drapeau des îles Malouines a été adopté le 29 septembre 1948. C'était un pavillon bleu portant l'Union jack en canton (c'est-à-dire un Blue Ensign) chargé dans la partie flottante des armoiries des îles sur un disque blanc. En 1999, la taille des armoiries a été augmentée et le disque blanc supprimé : ainsi était créé l'actuel drapeau.
Pendant la guerre des Malouines, quand l'Argentine occupait les îles, ce drapeau a été banni et le drapeau de l'Argentine a été hissé à la place.
Actuellement, l'Argentine considère que l'île est une partie de la province de Terre de Feu. Elle tient le drapeau de la province pour le véritable drapeau des îles, bien qu'il n'ait jamais flotté sur l'archipel. 
Un Red Ensign  portant les armoiries des Malouines a été adopté en 1998 et utilisé comme pavillon civil. Précédemment le pavillon rouge plat a été employé par les bateaux qui étaient dans les eaux territoriales autour des Malouines. 
Le gouverneur des Malouines emploie le drapeau du Royaume-Uni (Union Jack) avec au centre les armoiries des îles Malouines.
| Drapeau | Date                               | Utilisation                                                           | Description                                                                                              |
| ------- | ---------------------------------- | --------------------------------------------------------------------- | --- |
|         | 1999 - présent                     | Drapeau des Îles Malouines (Falkland)                                 | Pavillon bleu (Blue Ensign) chargé, dans la partie flottante, des armes des îles Malouines.              |
|         | 1948-présent                       | Drapeau personnel du gouverneur des Îles Malouines (Falkland Islands) | L'Union Flag chargé au centre des armes des îles Malouines.                                              |
|         | 1998                               | Civil Ensign                                                          | Un Red Ensign avec l'Union Flag dans le canton et les armoiries de l'île dans un disque blanc.           |
|         | 1948 - Avril 1982 Juin 1982 - 1999 | Drapeau des Îles Malouines                                            | Drapeau des Îles Malouines utilisé de 1948 à 1999, il a été interdit durant l'occupation de l'Argentine. |

## Source
- (en) Cet article est partiellement ou en totalité issu de l’article de Wikipédia en anglais intitulé « Flag of the Falkland Islands » (voir la liste des auteurs).